# Amministrazione Autonoma della Siria del Nord-Est
L'Amministrazione Autonoma della Siria del Nord-Est (in arabo الإدارة الذاتية الديمقراطية لإقليم شمال وشرق سوريا‎?; in curdo Rêveberiya Xweseriya Demokratîk a Herêma Bakur û Rojhilatê Sûriyê‎; in siriaco ܡܕܒܪܢܘܬ݂ܳܐ ܝܬ݂ܝܬܳܐ ܕܝܡܩܪܐܛܝܬܳܐ ܠܩܠܝܡܳܐ ܕܓܪܒܝܳܐ ܘ ܡܕܢܚܳܐ ܕܣܘܪܝܰܐ; in turco Kuzey ve Doğu Suriye Demokratik Özerk Yönetimi Bölgesi), anche nota come Siria del Nord-Est o Rojava, è una regione autonoma de facto nel nord-est della Siria, non ufficialmente riconosciuta da parte del governo siriano.
Costituitasi a partire dal 2012 inizialmente in aree a maggioranza curda, nel contesto della guerra civile siriana, la regione si estese progressivamente anche ad aree a maggioranza araba, assira e turcomanna precedentemente occupate dallo Stato Islamico, integrandone le comunità. L'organo legislativo è rappresentato dal Consiglio Democratico Siriano, mentre le Forze Democratiche Siriane ne rappresentano l'ala militare.

## Nome
Il nome ufficiale della regione è "Amministrazione Autonoma della Siria del Nord-Est". Tra il 2016 e il 2017 la regione si chiamò ufficialmente "Federazione Democratica del Rojava-Siria del Nord" e tra il 2017 e il 2018 "Federazione Democratica della Siria del Nord". Nome spesso usato per riferirsi alla regione è Rojava, che in lingua curda significa "Occidente".

## Storia

### Contesto storico
A partire dagli anni 1960 e 1970 lo Stato siriano avviò politiche di arabizzazione forzata in Siria settentrionale. La regione rimase sottosviluppata dal punto di vista delle infrastrutture, la cultura curda venne repressa, così come le libertà civili e politiche. Nel 1962 a 120000 curdi siriani venne revocata la cittadinanza siriana, rendendoli di fatto apolidi, e confiscati i terreni. Migliaia di arabi dal resto della Siria vennero insediati nella Giazira, nella cosiddetta "cintura araba", in modo da alterarne la composizione etnica. Le tensioni etniche e politiche precipitarono nel 2004 in occasione dei moti di al-Qamishli, quando manifestanti curdi si scontrarono con manifestanti arabi e con le forze di sicurezza. Nel 2010 lo Human Rights Watch stimò a 300000 il numero dei curdi apolidi in Siria.

### Lo scoppio della guerra civile
Nel 2012, nell'ambito della guerra civile siriana, il Partito dell'Unione Democratica e il Consiglio Nazionale Curdo istituirono il Comitato Supremo Curdo e le forze governative si ritirarono dalle regioni a maggioranza curda. Le Unità di Protezione Popolare, sostenute dalle Unità di Protezione delle Donne, presero il controllo delle principali regioni curde, scontrandosi poi con le varie forze di opposizione, soprattutto contro quelle islamiste. Nel 2013 il Partito dell'Unione Democratica abbandonò il Comitato Supremo Curdo e avviò la costruzione di uno Stato multietnico nei propri territori. Nel gennaio del 2014 i cantoni di Afrin, Jazira e Kobane dichiararono la propria autonomia e, successivamente, venne approvato il Contratto Sociale del Rojava. Nello stesso anno l'aeronautica militare turca incominciò a bombardare la regione, con l'intento d'impedire la formazione di una presenza militare curda direttamente a sud del confine con la Turchia.

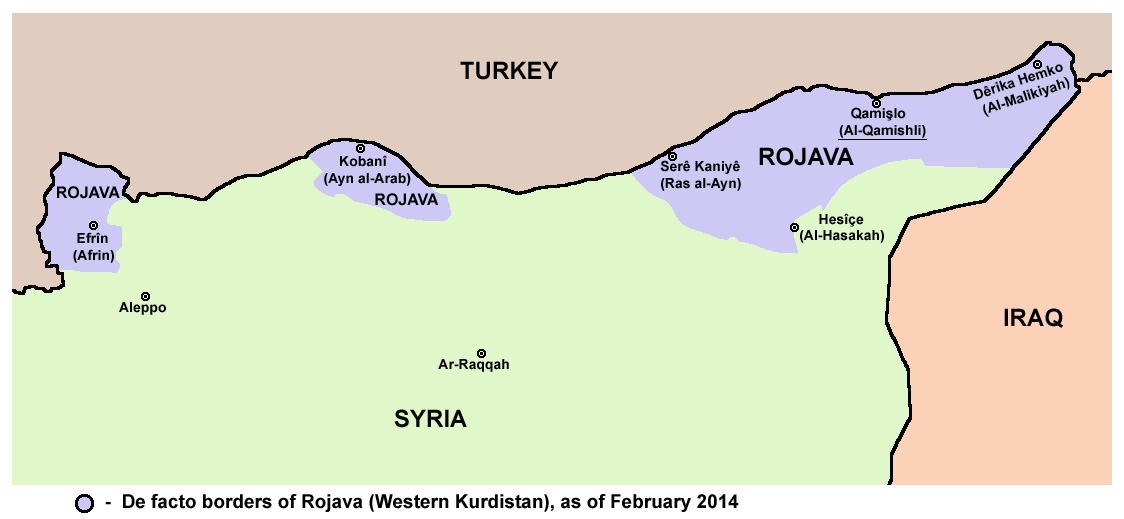
Rojava, 2014
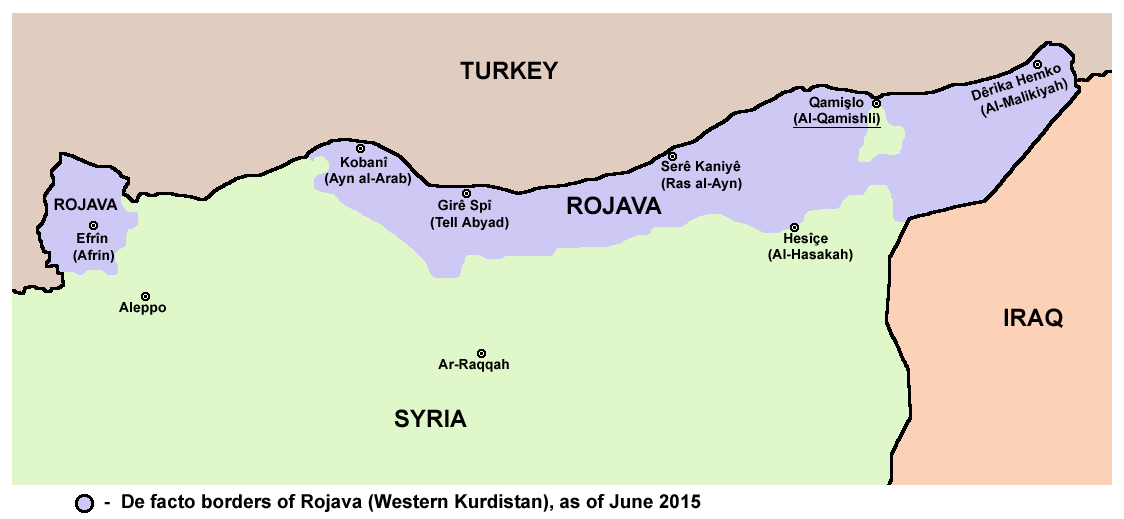
Rojava, 2015
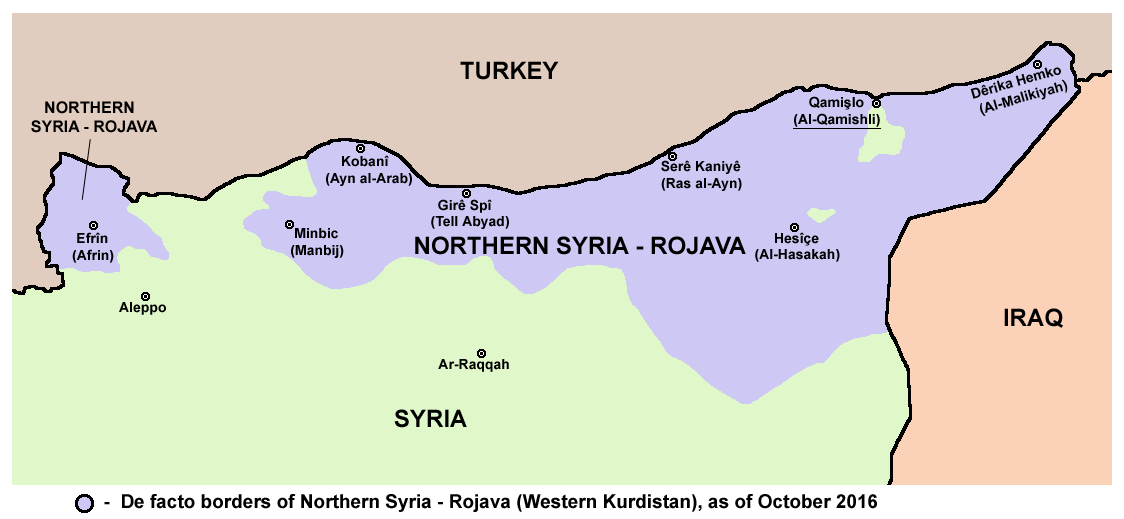
Rojava, 2016

### Guerra contro lo Stato Islamico
A partire dal 2015, in seguito alla rottura dell'assedio di Kobanê da parte dello Stato Islamico le forze curde cominciarono ad espandersi a regioni arabe. Nel dicembre 2015 venne istituito il Consiglio Democratico Siriano. Il 17 marzo del 2016 ufficiali curdi, arabi, assiri turcomanni proclamarono la nascita nei territori da loro controllati della Federazione Democratica del Rojava-Siria del Nord. L'evento venne apertamente osteggiato sia dalle milizie leali al governo di Damasco, sia dalle Coalizione Nazionale Siriana.

### Conflitto con la Turchia
Nel 2018 la Turchia avviò l'operazione Ramoscello d'Ulivo, che sottrasse il distretto di Afrin alla federazione. Nel 2019 le forze armate turche, in collaborazione con milizie dell'opposizione siriana, lanciarono l'operazione Sorgente di Pace, costituendo una zona cuscinetto lunga trenta chilometri.

## Geografia

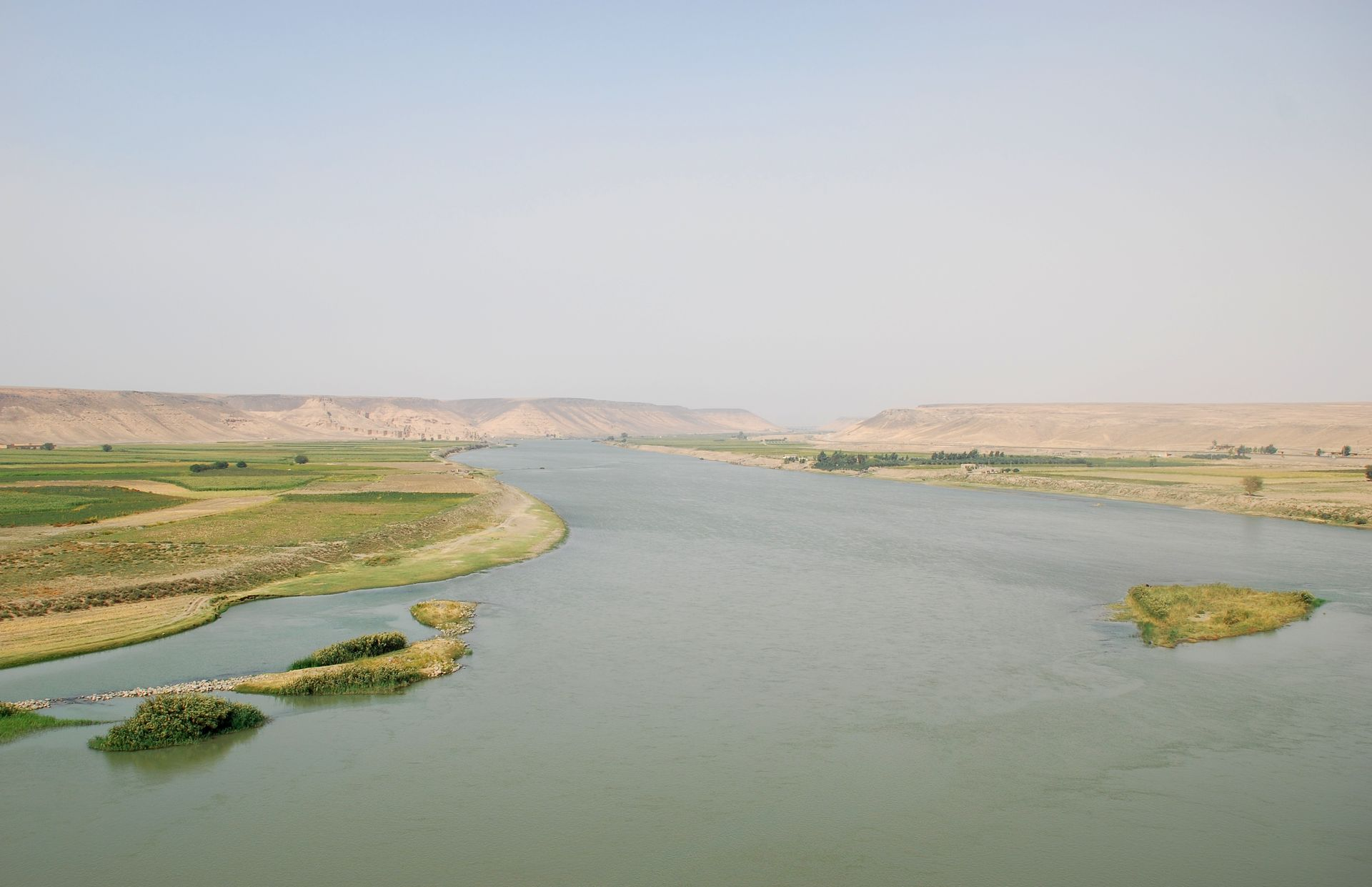
L'Eufrate vicino a Halabiye; il sito archeologico di Zalabiye è visibile sullo sfondo sulla riva sinistra.

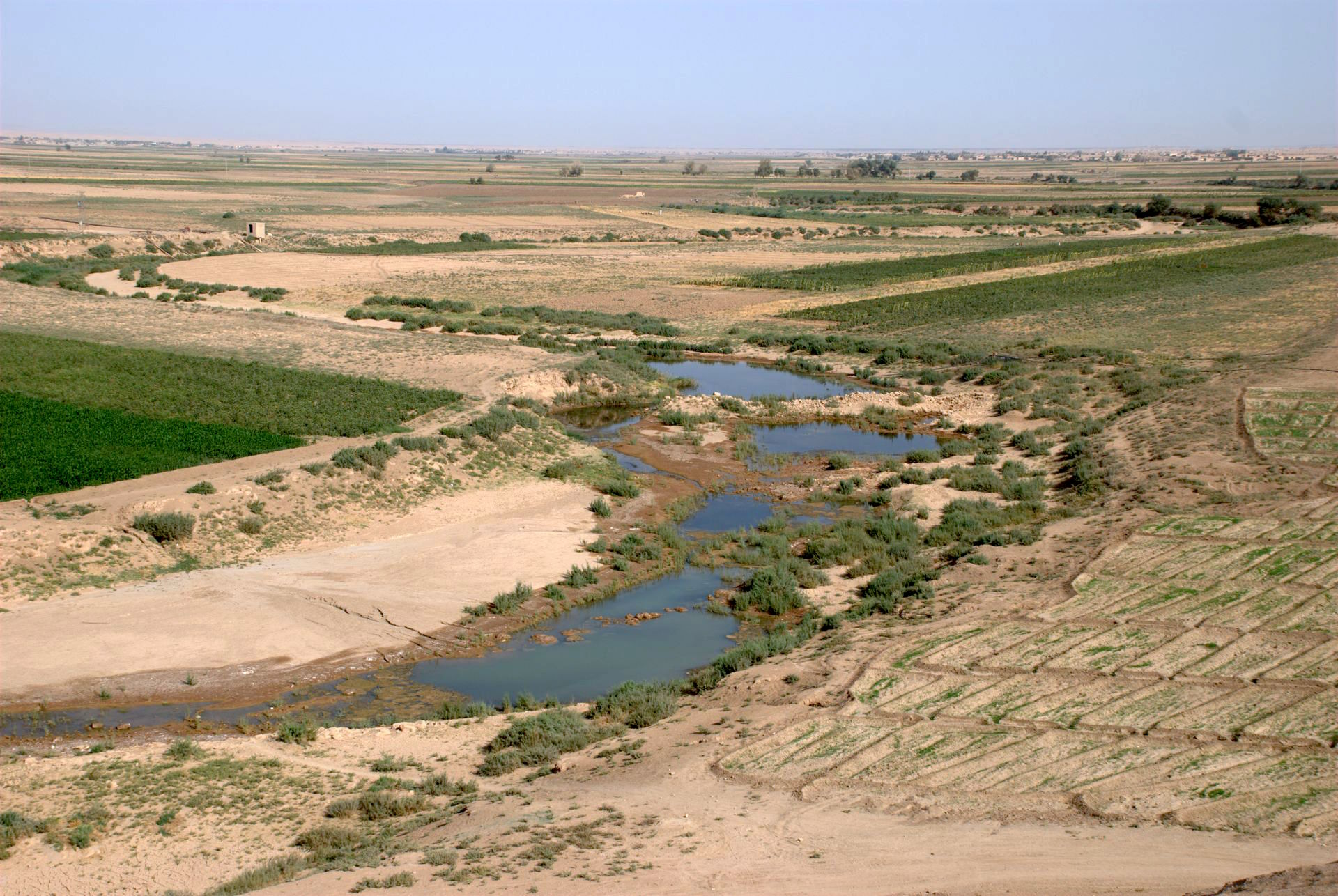
Il fiume Khabur, vicino a Dūr-Katlimmu

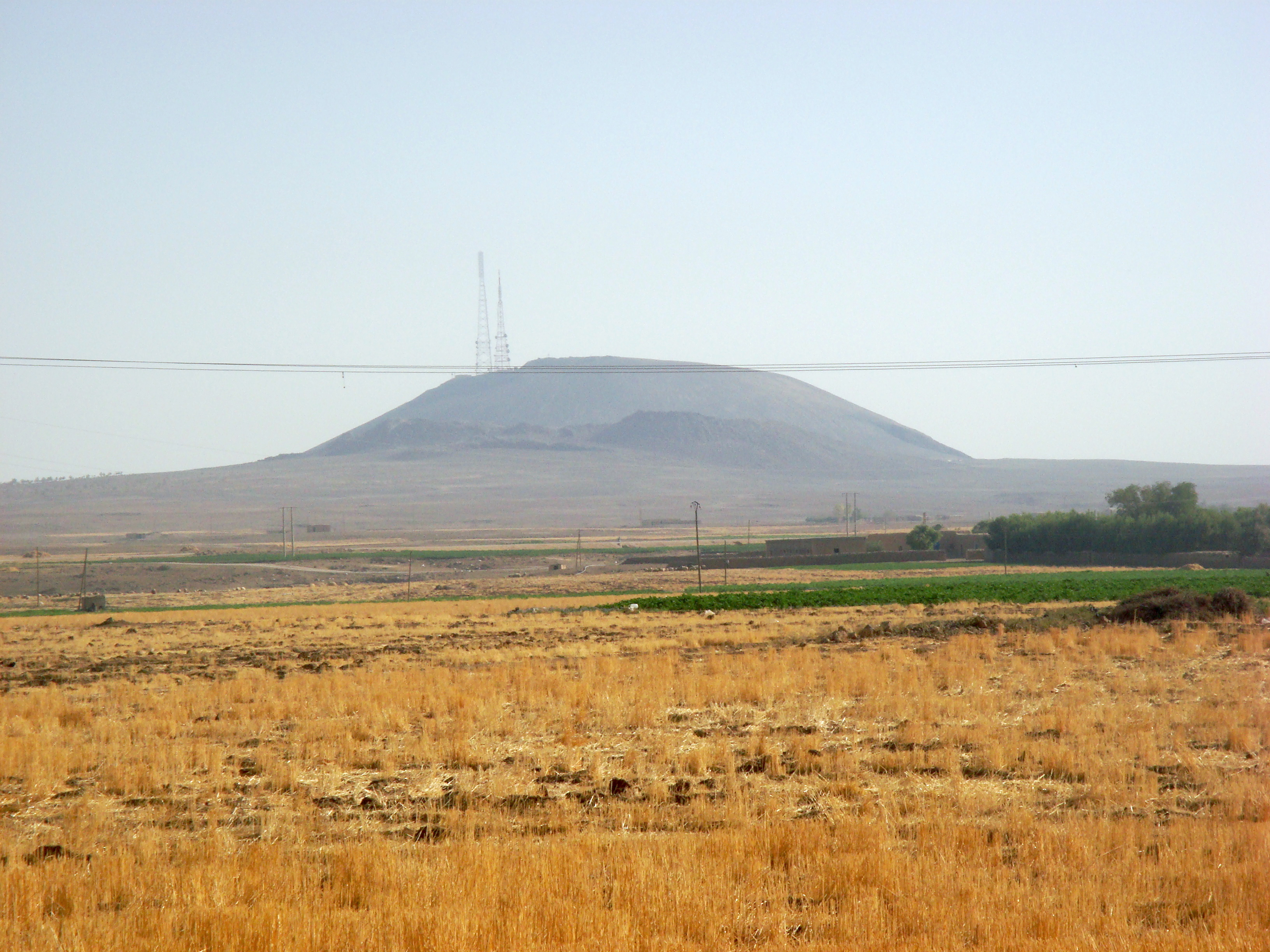
Sharat Kovakab, un vulcano vicino alla città di Al-Hasakah

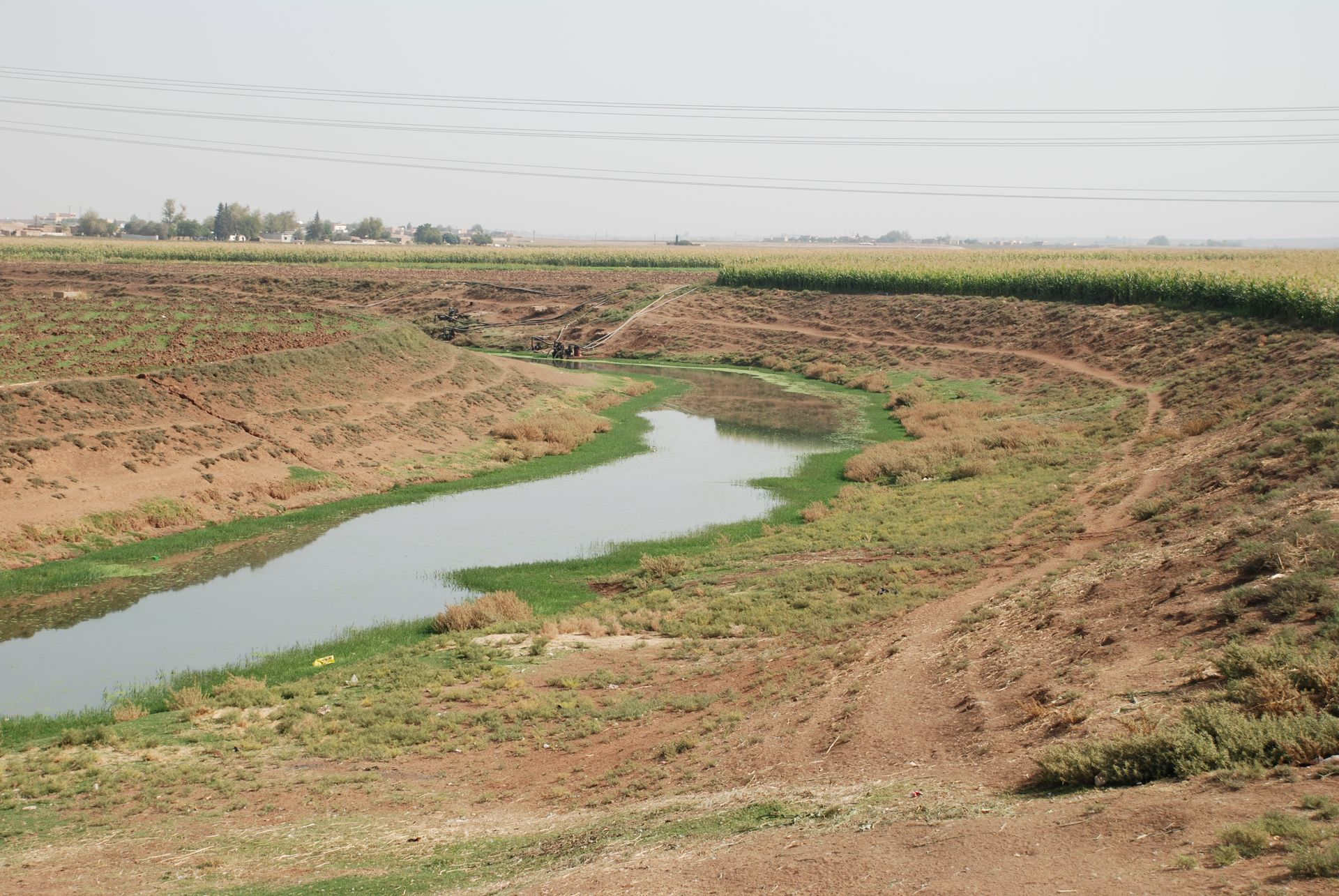
Il fiume Khabur, vicino a Tell Halaf, Ras al-Ayn

La regione si trova ad ovest del Tigri lungo il confine turco e confina con il Kurdistan iracheno a sud-est. La regione si trova a latitudine circa 36° 30' a nord e consiste principalmente di pianure e basse colline, tuttavia ci sono alcune montagne nella regione come il Monte Abdulaziz e la parte occidentale della catena montuosa Sinjar nella regione di Jazira.
In termini di governatorati della Siria, la regione è formata da parti dei governatorati di al-Hasakah, Raqqa, Deir ez-Zor e Aleppo.

## Politica

### Ordinamento del territorio
Secondo il Contratto Sociale del Rojava, promulgato il 20 gennaio 2014, il Rojava è una federazione cantonalistica di regioni autonome all'interno della porzione settentrionale della Siria, descritta come una repubblica parlamentare fondata sul pluralismo etno-culturale e il decentramento politico-economico.
La forma di governo è basata sul confederalismo democratico formulato da Abdullah Öcalan, ispiratosi ai principi del municipalismo libertario e dell'ecologia sociale teorizzati dal pensatore socialista libertario statunitense Murray Bookchin, definito quale una forma di «amministrazione politica non statale o una democrazia senza Stato [...] flessibile, multi-culturale, anti-monopolistica, e orientata al consenso» con il secolarismo, il femminismo e l'ecologismo quali suoi pilastri centrali.
Le maggiori istituzioni sono: l'Assemblea legislativa, il Consiglio Esecutivo, l'Alta Commissione per le elezioni, la Suprema Corte Costituzionale, e i Consigli municipali e provinciali.

#### Assemblea legislativa
Il Contratto Sociale prevede la presenza di un'assemblea legislativa eletta a suffragio universale. Le prime elezioni di quest'ultima, chiamata Congresso dei Popoli della Siria del Nord, erano state previste per il 2018.

#### Consiglio Esecutivo
Il Consiglio Esecutivo: detiene il potere esecutivo del Rojava. Ha i seguenti organi
- Dipartimento degli Esteri
- Dipartimento della Difesa
- Dipartimento degli Interni
- Dipartimento della Giustizia
- Dipartimento dei consigli cantonali e municipali
- Comitato per la pianificazione e il censimento
- Dipartimento delle Finanze
- Comitato di regolazione delle banche
- Comitato di regolazione delle dogane e delle accise
- Dipartimento per gli affari sociali
- Dipartimento dell’Istruzione
- Dipartimento per l’Agricoltura
- Dipartimento dell’energia
- Dipartimento della Salute
- Dipartimento del Commercio e della Cooperazione economica
- Dipartimento per le famiglie dei martiri e dei veterani
- Dipartimento della cultura
- Dipartimento dei trasporti
- Dipartimento per la gioventù e lo sport
- Dipartimento dell’ambiente, del turismo e del patrimonio storico
- Dipartimento per gli affari religiosi
- Dipartimento degli affari familiari e dell’uguaglianza di genere
- Commissione nazionale per i diritti umani
- Dipartimento della comunicazione
- Dipartimento della sicurezza alimentare

#### L’Alta Commissione per le elezioni
L'Alta Commissione per le elezioni, composta da 18 membri, ha il compito di supervisionare e condurre il processo elettorale. Al momento vi sono state tre tornate elettorali:
- Elezioni municipali del 2017
- Elezioni regionali del 2017
- Elezioni generali del 2018

#### Suprema Corte Costituzionale
La Suprema Corte Costituzionale è l'organo di garanzia costituzionale.

### Divisioni territoriali

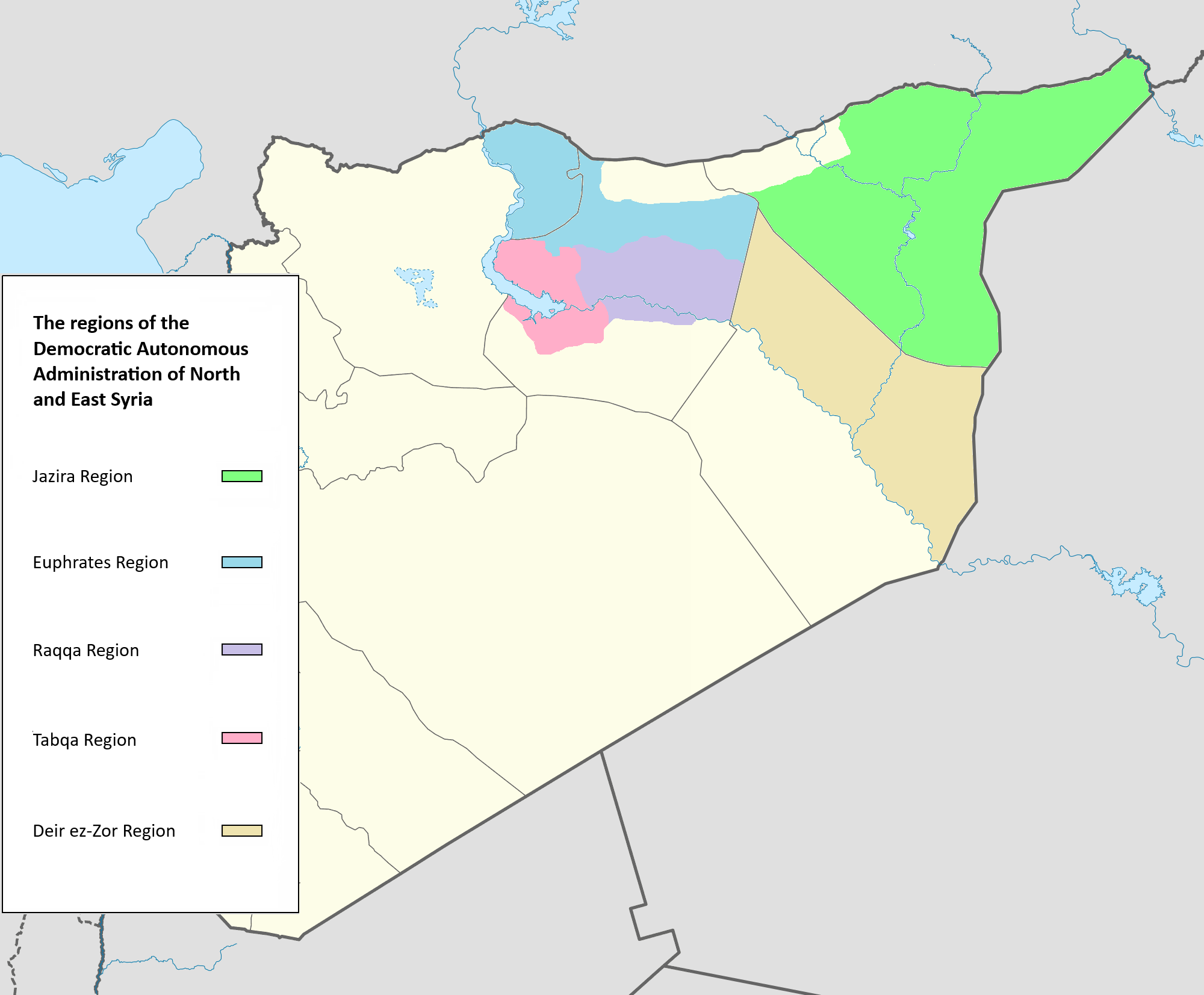
Le regioni della Siria dell'Nord-Est da settembre 2018.

Il Rojava è diviso in sette regioni (precedentemente note come cantoni), fondate, secondo l'articolo 8 del Contratto Sociale, sul principio dell'autogoverno: ogni regione, infatti, oltre a essere divisa in più province, ha un proprio consiglio, eletto a suffragio universale. Attualmente sono riconosciute 7 regioni.
| Regioni | Regioni              | Nome ufficiale                                                                     | Primo ministro | Vice primo ministro                   |
| ------- | -------------------- | ---------------------------------------------------------------------------------- | -------------- | ------------------------------------- |
|         | Regione di Giazira   | - إقليم الجزيرة (arabo) - Herêma Cizîrê (curdo) - ܦܢܝܬܐ ܕܓܙܪܬܐ (siriaco)           | Akram Hesso    | Elizabeth Gawrie Hussein Taza Al Azam |
|         | Regione dell'Eufrate | - إقليم الفرات (arabo) - Herêma Firatê (curdo) - ܦܢܝܬܐ ܕܦܪܬ (siriaco)              | Enver Muslim   | Bêrîvan Hesen Xalid Birgil            |
|         | Regione di Afrin     | - إقليم عفرين (arabo) - Herêma Efrînê (curdo) - ܦܢܝܬܐ ܕܥܦܪܝܢ (siriaco)             | Hêvî Îbrahîm   | Remzi Şêxmus Ebdil Hemid Mistefa      |
|         | Regione di Reqa      | - إقليم الرقة (arabo) - Herêma Reqayê (curdo) - ܦܢܝܬܐ ܕܪܩܗ (siriaco)               | N/A            | N/A                                   |
|         | Regione di Tebkê     | - إقليم الطبقة (arabo) - Herêma Tebqayê (curdo) - ܦܢܝܬܐ ܕܛܒܩܗ (siriaco)            | N/A            | N/A                                   |
|         | Regione di Minbic    | - إقليم منبج (arabo) - Herêma Minbicê (curdo) - ܦܢܝܬܐ ܕܡܒܘܓ (siriaco)              | N/A            | N/A                                   |
|         | Regione di Dêra Zorê | - إقليم دير الزور (arabo) - Herêma Dêra Zorê (curdo) - ܦܢܝܬܐ ܕܕܝܪ ܐܠ ܙܘܪ (siriaco) | N/A            | N/A                                   |

### Istituzioni, enti e associazioni

#### Forze di difesa
Le forze armate sono costituite dalle Forze Democratiche Siriane, mentre l'ordine pubblico viene garantito dall'Asayish.

### Legislatura
Nel dicembre 2015, durante una riunione dei rappresentanti della regione ad Al-Malikiyah, viene istituito il Consiglio Democratico Siriano (DSC) per fungere da rappresentante politico delle Forze Democratiche Siriane. I co-leader scelti per guidare la DSC alla sua fondazione erano il noto attivista per i diritti umani Haytham Manna e il membro del consiglio esecutivo TEV-DEM Îlham Ehmed. La DSC nomina un Consiglio esecutivo che si occupa di economia, agricoltura, risorse naturali e affari esteri. Le elezioni generali erano previste per il 2014 e il 2018 ma sono state rinviate a causa dei combattimenti. Tra le altre disposizioni delineate vi è una quota del 40% per la partecipazione delle donne al governo e una quota per i giovani. In connessione con la decisione di introdurre un'azione affermativa per le minoranze etniche, tutte le organizzazioni e gli uffici governativi si basano su un sistema presidenziale.

## Critiche
I sostenitori della regione sostengono che si tratti di un governo ufficialmente laico con ambizioni democratiche dirette basate su un'ideologia socialista libertaria che promuove il decentramento, l'uguaglianza di genere, sostenibilità ambientale e tolleranza pluralistica per la diversità religiosa, culturale e politica e che questi valori si rispecchiano nella sua costituzione, società e politica, sostenendo che sia un modello per una Siria federale nel suo insieme, piuttosto che una vera indipendenza. Nel 2015 Amnesty International espresse, tramite un rapporto, dubbi sulla condotta dello PYD, accusando di aver trasferito migliaia di persone e raso al suolo alcuni villaggi poiché i loro abitanti avevano ospitato dei militanti dell'ISIS. Poco dopo la pubblicazione del rapporto i vertici dello PYD risposero dicendo che il rapporto era stato alterato per evitare la creazione di un'alleanza contro il Califfato.

Nel marzo 2017 la "Commissione internazionale indipendente d'inchiesta delle Nazioni Unite sulla Siria" non è riuscita a trovare prove a sostegno delle affermazioni sulla pulizia etnica, affermando:
"Sebbene le accuse di 'pulizia etnica' continuassero a pervenire durante il periodo in esame, la Commissione non ha trovato prove a sostegno delle affermazioni secondo cui le forze di PYD o di SDF avrebbero mai preso di mira le comunità arabe sulla base dell'etnia, né che le autorità cantonali del PYD avrebbero sistematicamente cercato di modificare la composizione demografica dei territori sotto il loro controllo attraverso la commissione di violazioni dirette contro un particolare gruppo etnico,"